# Général Husseïn
Pour les articles homonymes, voir Hassine et Hussein.
Le général Husseïn (arabe : الجنرال حسين), également orthographié Hussein ou Hassine, né en 1828 en Circassie et décédé le 17 juillet 1887 à Florence (Italie), est un homme politique tunisien.

## Biographie
Mamelouk acheté à Istanbul par les agents du bey de Tunis et élevé au palais du Bardo, Husseïn est un ancien élève de l'École militaire du Bardo et compagnon de Kheireddine Pacha et du général Rustum, les trois personnages ayant la même origine et ayant fait leurs classes militaires ensemble.
Il est nommé président de la municipalité de Tunis, le premier à occuper ce poste, en 1858 et le reste jusqu'en 1865, avant de devenir directeur des affaires étrangères en 1860, poste qu'il cumule avec celui de président du Tribunal civil et criminel de Tunis jusqu'en 1863. Il s'installe à cette période dans le palais Dar Hussein, nommé ainsi en son honneur, dans la médina de Tunis. Il est aussi chargé de la mise en place de la première imprimerie tunisienne et édite, à partir de 1860, le Journal officiel tunisien. Forcé de démissionner par Mustapha Khaznadar, qu'il avait accusé de détourner des fonds publics, il part alors dans un premier exil.
Lorsque Husseïn revient de son exil temporaire en Europe, en 1870, il est nommé conseiller au ministère d'État par Mustapha Khaznadar, grand vizir de l'époque, qui pense le faire rentrer « dans le rang ». En 1874, dès son retour au pouvoir, Kheireddine Pacha le nomme ministre de l'Instruction et des Travaux publics. En 1875, il fonde, avec ce dernier, le collège Sadiki, première institution moderne d'enseignement supérieur en Tunisie. Le général Husseïn soutient alors activement les efforts de modernisation et de résistance à l'impérialisme des puissances européennes en Tunisie menés sous l'égide de Kheireddine. Mais son engagement, au sein de la commission financière, contre Khaznadar puis son successeur, Mustapha Ben Ismaïl, lui coûte de nombreuses disgrâces.

Dans ses mémoires, il indique avoir écrit à Mahmoud Ben Ayed lors de son premier exil : 
« Quant aux causes de mon départ de mon pays, ou plus exactement de mon expatriement, étaient dues au fait que je fus parmi ceux qui avaient dénoncé les agissements de votre complice, le ministre corrompu Mustapha Khaznadar, qui se livra à une mauvaise gestion des affaires financières de l'État. »
 Il ajoute plus loin : 
« J'ai visité tant de royaumes autour de la mer [Méditerranée] et au-delà, mais je n'ai jamais découvert de royaume plus accablé que le nôtre, ni d'hommes capables de commettre des abus et des injustices, comme il en exista dans notre pays. »
Il occupe ses fonctions de ministre jusqu'au début de l'occupation française en 1881 et rejoint finalement dans l'exil ses compagnons Kheireddine Pacha et le général Rustum. En 1886, dans l'une des lettres à son ami Kheireddine Pacha, il écrit à propos de son parcours qu'il a « enduré ce qu'aucun mamelouk [tunisien] n'a enduré » avant lui. Il meurt à Florence le 17 juillet 1887 et reste comme l'un des protagonistes d'une prémisse de mouvement national. Dans son testament, il lègue une partie de ses biens, constitués en biens habous, au profit de l'armée tunisienne, notamment des invalides militaires de Tunis.
Son ami, le cheikh Salem Bouhageb, et son fils Amor, prendront soin de sa veuve, une Italienne convertie à l'islam, et de sa fille unique Frida, qui se marie avec le nationaliste tunisien Ali Bach Hamba.

## Décorations
Il est détenteur de plusieurs décorations dont :
- Grand-croix de l'Ordre du Nichan Iftikhar ;
- Première classe de l'Ordre du Nichan ad-Dam ;
- Première classe de l'Ordre du Nichân Ahd El-Amân ;
- Première classe du l'Ordre du Nichân El-Ahd El-Mourassaâ ;
- Deuxième classe de l'Ordre du Médjidié.

## Publications
Les lettres qu'il a écrit à Kheireddine Pacha ont été recueillies et publiées par Ahmed Abdesselem :
- Lettres du général Hussein à Khérédine, Carthage, Beït El Hikma, 1991, 242 p.
- Lettres du général Hussein à Khérédine, Carthage, Beït El Hikma, 1992, 196 p.
- Lettres du général Hussein à Khérédine, Carthage, Beït El Hikma, 1992, 199 p.

### Ouvrages généraux
- Mohamed El Aziz Ben Achour (préf. Dominique Chevallier), Catégories de la société tunisoise dans la deuxième moitié du XIXe siècle : les élites musulmanes, Tunis, Ministère des Affaires culturelles, 1989, 542 p.
- Mohamed Fadhel Ben Achour, Le mouvement littéraire et intellectuel en Tunisie au XIVe siècle de l'hégire (XIXe – XXe siècles), Tunis, Alif, 1998, 231 p.
- Ibn Abi Dhiaf, Présent des hommes de notre temps : chroniques des rois de Tunis et du pacte fondamental, Tunis, Maison tunisienne de l'édition, 1990.
- M'hamed Oualdi, Esclaves et maîtres : les mamelouks des beys de Tunis du XVIIe siècle aux années 1880, Paris, Publications de la Sorbonne, coll. « Bibliothèque historique des pays d'islam », 2013, 500 p. (ISBN 978-2859446680).

### Travaux sur la personnalité
- M'hamed Oualdi, Un esclave entre deux empires : une histoire transimpériale du Maghreb, Paris, Éditions du Seuil, coll. « L'Univers historique », 2023, 272 p. (ISBN 978-2021515930).
- M'hamed Oualdi, « Un temps d'ingéniosité : les missions politiques d'un dignitaire tunisien en Toscane dans les années 1870 », Diasporas, no 29,‎ 2017, p. 91-103 (ISSN 1637-5823, lire en ligne, consulté le 28 avril 2019).